# Codanhus (Frederiksberg)
 For alternative betydninger, se Codanhus. (Se også artikler, som begynder med Codanhus)
Codanhus er et kontorhøjhus beliggende på hjørnet mellem Gammel Kongevej og Vodroffsvej på Frederiksberg, få meter fra grænsen til Københavns Kommune.
Det er tegnet af arkitekt Ole Hagen og stod færdigt i 1961 som Danmarks højeste kontorejendom, en titel det fik lov at beholde i 36 år. Højhuset er en del af Codan Forsikrings københavnerdomicil og udmærker sig ved at have en sekskantet grundplan med et korpus, der er tykkest på langsidernes midte. Dermed har bygningen fået sit karakteristiske, lodrette "knæk" i facaden.
Oprindelig var facaderne beklædt med mosaikker i tre farver, men i forbindelse med en renovering i 1994 blev disse erstattet af lyse granitplader. PLH Arkitekter stod bag. I 2004 blev også indretningen renoveret, hvilket bl.a. medførte åbne kontorlandskaber ud fra design af arkitektfirmaet Hvidt & Mølgaard.
Bygningen rummer 700 arbejdspladser fordelt på ca. 17.000 etagemeter. Den er 21 etager og 66 meter høj.